# Донахью, Клэр
Клэр Кристин Донахью (англ. Claire Christine Donahue; род. 12 января 1989, Даллас) — американская пловчиха. Олимпийская чемпионка 2012 года, чемпионка мира 2013 года, двукратная чемпионка Панамериканских игр 2011 года.

## Ранние годы
Донахью родилась 12 января 1989 года в семье Кристофера и Конни Донахью в Далласе. В детстве её семья переехала в Ленуар-Сити, там же Клэр провела ранние годы. У неё трое братьев и сестер (Одри, Зак и Дин), они окончили среднюю школу Ленуар-Сити. В старшей школе она четыре года занималась плаванием, три года легкой атлетикой и два года легкоатлетическим кроссом.

## Плавательная карьера
После школы она поступила в Университет Западного Кентукки. В первый год обучения она побила школьный рекорд в плавании на 100 и 200 ярдов баттерфляем. Она побеждала на этих дистанциях все четыре года обучения в колледже, установив при этом пять университетских рекордов. Обучаясь на поздних курсах, она была признана спортсменкой года среди студентов 2011 года. Донахью окончила университет со степенью бакалавра в области социальной работы в мае 2011 года.
Донахью участвовала на олимпийских отборочных соревнованиях в сборную США 2008 года в плавании на 100 и 200 метров баттерфляем, но не преодолела первый раунд ни в одной из дисциплин, в которых участвовала. В 2010 году Донахью финишировала четвёртой в плавании на 100 ярдов баттерфляем на чемпионате NCAA. В 2011 году она заняла второе место на чемпионате в том же виде. Она поехала на Панамериканские игры 2011 года, где выиграла золото на 100 метров баттерфляем и в комбинированной эстафете 4 по 100 метров. На чемпионате США 2011 года она заняла второе место на 100 метров баттерфляем и 11-е место на дистанции 200 метров баттерфляем.
На олимпийских отборочных соревнованиях 2012 года в Омахе Донахью установила новый личный рекорд в финале на дистанции 100 метров баттерфляем (57,57 с). Её время было значительно медленнее, чем у Даны Воллмер, которая проплыла за 56,50 с, но второго места ей хватило, чтобы попасть на Олимпийские игры. «Я чувствую себя невероятно, я попала на Олимпийские игры 2012 года», — комментировала Клэр. «Когда я приплыла второй, я даже не знала, что и думать. Сначала я не поверила в это». Она также участвовала в плавании на 200 метров баттерфляем, но ей не удалось преодолеть первый раунд.
На летних Олимпийских играх 2012 года в Лондоне она проплыла с личным рекордом 57,42 секунды в полуфинале на дистанции 100 метров баттерфляем и вышла в финал. Там она проплыла за 57,48 балла и заняла седьмое место. «На самом деле моей целью было просто попасть в финал», — отметила она. «Так что я в восторге. Я так довольна тем, что у меня всё получилось». Позже на играх она выступала в предварительном раунде комбинированной эстафеты 4 по 100 метров и была заменена перед финальным раундом. Её товарищи по команде выиграли финал эстафеты, и таким образом Донахью стала олимпийской чемпионкой.

## Программа развития спортсменов
Клэр Донахью создала свою программу для развития спортсменов в 2018 году. Услуги, предлагаемые программой, включают онлайн-обучение, уроки плавания, публичные обсуждения и консультации по плаванию. Она создала эту программу, чтобы помочь спортсменам, которые нуждаются в помощи, а также повысить осведомленность о психическом здоровье в спорте.